# L'Europe galante
L'Europe galante est un opéra-ballet en un prologue et quatre entrées composé par André Campra, sur un livret d'Antoine Houdar de La Motte et une chorégraphie attribuée à Louis Pécour. L'œuvre fut représentée pour la première fois le 24 octobre 1697 au Palais-Royal, par la troupe de l'Académie royale de musique. 
Le livret imprimé par le fils de Christophe Ballard révèle que Jean-Barthélemy Lany, soliste, Maximilien Gardel (un bostangi) et Jean Dauberval (un içoğlan) dansaient la chorégraphie de Antoine Bandieri de Laval et de son fils Michel (maitres des ballets du roi) pour l'acte turc lors de la représentation du 11 octobre 1764 à Fontainebleau.
L’Europe galante est l'une des premières œuvres du genre opéra-ballet.
Vénus et la Discorde se disputent la suprématie sur l'Europe. Le prologue est suivi de quatre histoires évoquant l'attitude des peuples européens face à l'amour : bergers et bergères concluent l'entrée de la France ; puis vient l'entrée de l'Espagne ; puis celle de l'Italie avec une évocation des bals masqués vénitiens ; enfin celle de la Turquie avec un sérail peuplé de sultanes, de bostangis et d'içoğlans.